# Епщайн
Вижте пояснителната страница за други значения на Епщайн.
Епщайн (на немски: Eppstein е град в район Майн-Таунус в провинция Хесен в Германия. Намира се на площ от 24,21 км² и има 13 266 жители (към 31 декември 2012).
Градът Епщайн се намира западно от Франкфурт на Майн и около 15 км североизточно от столицата Висбаден.
От 1190 г. фамилията Епщайн се сдобива със замък Епщайн, който става център на фамилията от господство Епщайн до 1492 г.